# Raiden (Mortal Kombat)
Raiden is een personage uit de Mortal Kombat-serie. Hij is ook wel bekend als Lord Raiden, en is een dondergod van het Mortal Kombat universum en beschermer van Earthrealm. Hij beheerst vele bovennatuurlijke vermogens, zoals de mogelijkheid om te teleporteren, controle over bliksem, en vlucht. Als een onsterfelijke, denkt hij in termen van eeuwigheid in plaats van normale menselijke levensduur en zijn herinneringen dateren uit het begin van de tijd zelf.